# Christoph Heinrich von Puttkamer

Stammwappen der Familie von Puttkamer

Christoph Heinrich von Puttkamer (* unbekannt, † 24. Juni 1701) war von 1681 bis 1701 kurländischer Kanzler und von 1683 bis 1701 Landhofmeister im Herzogtum Kurland und Semgallen. Er entstammte dem hinterpommerschen Adelsgeschlecht der von Puttkamer, die sich bereits im 16. Jahrhundert in Livland angesiedelt hatten.

## Mitregent
Herzog Friedrich (II.) Kasimir Kettler war, bis zu seinem Tod im Jahre 1698, regierender Herzog von Kurland und Semgallen. Ihm folgte sein unmündiger Sohn Friedrich (III.) Wilhelm Kettler (* 19. Juli 1692 in Mitau, Kurland; † 21. Januar 1711 in Kippingshof, Kurland) er war von 1698 bis 1711 regierender Herzog von Kurland und Semgallen, unter der Regentschaft des kurländischen Oberrats. Dieser führte von 1698 bis 1710 gemeinsam die Regentschaft im Herzogtum.  Während dieses Zeitraums des Interregnums amtierten die Kanzler als höchste Repräsentanten und leiteten die Staatsgeschäfte, dieses waren: 1698–1701 Christoph Heinrich von Puttkammer, 1701–1708 Friedrich von Brackel und 1708–1710 Heinrich Christian von den Brincken.

## Reformierte Christen in Kurland
Entstehungsort der evangelisch-reformierte Kirchen im Herzogtum Kurland und Semgallen war Mitau. Die brandenburgischen Ehefrauen der Herzöge Jakob Kettler (1610–1682) und Friedrich Kasimir Kettler (1650–1698)  hatten die Reformierten ins Land geholt. Darunter waren viele Hofbeamte und befreundete Adelsfamilien, zu denen auch die Familie Puttkamer gehörte. Christoph Heinrich von Puttkamer war der erste Reformierte im Herzogtum, dem man hohe Ämter anvertraute.